# The Big Bang Theory/Staffel 7
Die siebte Staffel der US-amerikanischen Sitcom The Big Bang Theory feierte ihre Premiere am 26. September 2013 auf dem Sender CBS. Die deutschsprachige Erstausstrahlung sendete der deutsche Free-TV-Sender ProSieben vom 6. Januar bis zum 17. November 2014.

## Darsteller
| Rollenname                                   | Schauspieler   |
| -------------------------------------------- | -------------- |
| Dr. Leonard Leakey Hofstadter                | Johnny Galecki |
| Dr. Dr. Sheldon Lee Cooper                   | Jim Parsons    |
| Penny                                        | Kaley Cuoco    |
| Howard Joel Wolowitz, M.Eng.                 | Simon Helberg  |
| Dr. Rajesh „Raj“ Ramayan Koothrappali        | Kunal Nayyar   |
| Dr. Bernadette Maryann Rostenkowski-Wolowitz | Melissa Rauch  |
| Dr. Amy Farrah Fowler                        | Mayim Bialik   |

## Episoden
| Nr. (ges.) | Nr. (St.) | Deutscher Titel              | Originaltitel                      | Erstausstrahlung USA | Deutschsprachige Erstausstrahlung (D) | Regie           | Drehbuch                                                                                          | Quoten (USA) |
| --- | --------- | ---------------------------- | ---------------------------------- | -------------------- | ------------------------------------- | --------------- | ------------------------------------------------------------------------------------------------- | ------------ |
| 136 | 1         | Drinks von Fremden           | The Hofstadter Insufficiency       | 26. Sep. 2013        | 6. Jan. 2014                          | Mark Cendrowski | Eric Kaplan, Jim Reynolds & Steve Holland Idee: Chuck Lorre, Steven Molaro & Tara Hernandez       | 18,99 Mio.   |
| Leonard ist auf dem Forschungsschiff in der Nordsee (siehe vorherige Episode). Penny und Sheldon, der ungewohnt viel Zeit mit Penny verbringt, vermissen ihn, was Sheldon aber nicht zugeben will. Beide rufen Leonard schließlich gemeinsam an, dieser feiert aber gerade eine Party mit den anderen Forschern und scheint seine Freundin gar nicht zu vermissen. Penny ist darüber verärgert, doch Sheldon gelingt es, sie versöhnlich zu stimmen, indem er ihr verrät, dass sein Mitbewohner ihn gebeten hat während seiner Abwesenheit auf sie achtzugeben. Sie erzählt Sheldon schließlich ein vermeintliches Geheimnis aus ihrer Vergangenheit: eine Oben-ohne-Szene in einem Low-Budget-Horrorfilm, von der sie dachte, dass sie nie veröffentlicht worden wäre. Jedoch kennt Sheldon das Video bereits, da Howard es längst im Internet gefunden und den anderen gezeigt hatte. Howard will unterdessen Rajesh helfen, eine neue Freundin kennenzulernen, und geht mit ihm auf einen Empfang für neue Post-Docs. Dort versucht Rajesh, der inzwischen auch ohne Alkohol mit Frauen sprechen kann, sich an Mrs. Davis heranzumachen, die gerade von ihrem Mann verlassen worden ist. Nachdem er erst in diverse Fettnäpfchen tritt, ist sie zum Schluss doch recht aufgeschlossen ihm gegenüber. Amy und Bernadette fahren gemeinsam zu einer Wissenschaftskonferenz und genießen dort die Aufmerksamkeit anderer Männer. Eine unbedachte Bemerkung von Bernadette führt aber beinahe zum Streit zwischen den beiden. Zu guter Letzt zeigt Leonard auf dem Forschungsschiff das Video mit Pennys Oben-ohne-Szene den übrigen Besatzungsmitgliedern, um damit vor ihnen mit seiner Freundin zu prahlen. |           |                              |                                    |                      |                                       |                 |                                                                                                   |              |
| 137 | 2         | Eine Körbchengröße mehr      | The Deception Verification         | 26. Sep. 2013        | 13. Jan. 2014                         | Mark Cendrowski | Steven Molaro, Steve Holland & Maria Ferrari Idee: Chuck Lorre, Eric Kaplan & Jim Reynolds        | 20,44 Mio.   |
| Leonard kommt ein paar Tage früher als geplant von der Forschungsreise zurück und überrascht Penny in ihrer Wohnung. Sheldon gegenüber verheimlichen beide seine vorzeitige Rückkehr, um einige Zeit ungestört gemeinsam verbringen zu können. Sheldon, der sich sehr auf die vermeintlich baldige Rückkehr seines Mitbewohners freut und ihm sogar ein Willkommensgeschenk gekauft hat (wobei er aber von Stuart kräftig über den Tisch gezogen wurde), bemerkt jedoch, dass Penny nicht alleine in der Wohnung ist und vermutet daraufhin, sie wäre Leonard untreu. Schließlich verschafft er sich mit Amy Zugang zu Pennys Wohnung und trifft dort seinen Mitbewohner an. Er ist enttäuscht und verletzt darüber, dass sein von ihm vermisster Mitbewohner ihn über seine Rückkehr angelogen und sich nicht bei ihm gemeldet hat, und zweifelt in der Folge alles an, was Leonard sagt. Auch von Penny fühlt er sich hintergangen und legt keinen Wert mehr auf ihre Freundschaft. Nach einer emotionalen Ansprache von Howard, der aufgrund von Nebenwirkungen der Östrogensalbe, mit der er seine Mutter seit Wochen einreibt, vorübergehend sehr feminine Charakterzüge zeigt (er ist beispielsweise wiederholt den Tränen nahe und macht sich Sorgen, dass seine Brüste gewachsen sein könnten), versöhnen sich alle schließlich wieder. |           |                              |                                    |                      |                                       |                 |                                                                                                   |              |
| 138 | 3         | Schnitzeljagd mit Nerds      | The Scavenger Vortex               | 3. Okt. 2013         | 20. Jan. 2014                         | Mark Cendrowski | Steven Molaro, Jim Reynolds & Maria Ferrari Idee: Dave Goetsch, Eric Kaplan & Steve Holland       | 18,22 Mio.   |
| Rajesh organisiert eine Schnitzeljagd mit anspruchsvollen Rätseln, die in Zweierteams gelöst werden sollen. Für das Gewinnerduo wird eine Goldmünze als Preis in Aussicht gestellt. Da niemand mit Penny ein Team bilden möchte, werden die Spielpartner einander zugelost: Sheldon und Penny, Leonard und Bernadette sowie Amy und Howard. Es zeigt sich schnell, dass Penny keineswegs eine Belastung ist und Sheldon und sie sich bei der Lösung der Aufgaben gut ergänzen. So erreicht sie das Ziel, das sich in der WG befindet, praktisch zeitgleich mit der maßlos ehrgeizigen Bernadette, die unbedingt gewinnen will und ihren Teampartner Leonard die ganze Zeit über gewaltig triezt und dabei weder auf sein Asthma noch auf seine Gefühle Rücksicht nimmt. Am Ziel angekommen stellt sich heraus, dass Rajesh heimlich allen zu Beginn eine Goldmünze zugesteckt hatte, so dass quasi alle Sieger sind. Seiner Meinung nach ging es nicht um den Sieg, sondern um die gemeinsam verbrachte Zeit. Während Sheldon verspätet hinzukommt und sich ob der in seiner Hosentasche gefundenen Münze als Sieger wähnt, muss Rajesh vor den erbosten Frauen die Flucht antreten. Amy und Howard schließlich haben das Ziel der Schnitzeljagd gar nicht mehr erreicht, nachdem sie zwischenzeitlich ihre gemeinsame Leidenschaft für Neil Diamond entdeckt haben. So tritt die Schnitzeljagd gegenüber dem lautstarken Nachsingen ihrer Lieblingssongs immer mehr in den Hintergrund, was am Ende in einem gemeinsamen Karaokeauftritt gipfelt. |           |                              |                                    |                      |                                       |                 |                                                                                                   |              |
| 139 | 4         | Ostereier im Juni            | The Raiders Minimization           | 10. Okt. 2013        | 27. Jan. 2014                         | Mark Cendrowski | Steven Molaro, Steve Holland & Maria Ferrari Idee: Chuck Lorre, Jim Reynolds & Tara Hernandez     | 17,64 Mio.   |
| Sheldon und Amy sehen zusammen einen von Sheldons Lieblingsfilmen, den Jäger des verlorenen Schatzes. Amys Kommentar, dass Indiana Jones für die Handlung des Films eigentlich völlig überflüssig sei, vermiest Sheldon aber den Film. Um sich zu rächen, versucht er, in ihren Lieblingsfilmen, -büchern oder -serien ebenfalls Fehler zu finden. Schließlich wird er fündig und lädt sie ein, eine ihrer Lieblingsserien aus ihrer Kindheit zusammen anzusehen, wobei er fortwährend die zahlreichen Anachronismen in der Serie thematisiert. Penny hat für ihren Psychologiekurs das Buch von Leonards Mutter gekauft, in dem viele von Leonards Kindheitsproblemen beschrieben sind. Leonard ist das peinlich, und als Penny merkt, wie sehr ihn das verletzt, kompensiert sie das mit mehr körperlicher Zuwendung. Das nutzt Leonard aus und drückt extra auf die Tränendrüse. Howard wird davon inspiriert und versucht, bei Bernadette auch Mitleid zu erregen und dadurch mehr Sex zu bekommen, diese fällt aber nicht darauf rein und warnt stattdessen Penny vor den Manipulationsversuchen ihres Freundes. So rächt sich Penny beim nächsten Treffen an Leonard, indem sie ihn in eine peinliche Situation mit seiner Mutter bringt. Rajesh und Stuart wenden derweil viel Zeit und Energie für die Erstellung von Profilen bei einer Online-Dating-Site auf. Ihre Seiten werden zwar viel besucht, aber zu ihrer Enttäuschung nimmt keine einzige Frau Kontakt mit ihnen auf. |           |                              |                                    |                      |                                       |                 |                                                                                                   |              |
| 140 | 5         | Tritte unter dem Tisch       | The Workplace Proximity            | 17. Okt. 2013        | 3. Feb. 2014                          | Mark Cendrowski | Steven Molaro, Steve Holland & Maria Ferrari Idee: Chuck Lorre, Jim Reynolds & Tara Hernandez     | 17,80 Mio.   |
| Amy bekommt die Möglichkeit, am Caltech an einem Forschungsprojekt zu arbeiten. Sie fragt Sheldon, ob er etwas dagegen habe, dass sie so dicht beieinander arbeiten. Er hält es zunächst für eine gute Idee, überlegt es sich aber anders, als Howard ihm darlegt, dass er es sich nicht vorstellen könnte mit Bernadette zusammenzuarbeiten und dass ihre Beziehung darunter leiden würde. Als Bernadette dies von Sheldon erfährt, kommt es zwischen Howard und ihr zum Streit und Howard muss vorübergehend bei Rajesh unterkommen. Nach ein paar Tagen besucht Bernadette ihn dort um sich zu versöhnen, jedoch verdirbt Howard es sich direkt wieder mit ihr und zwischen den beiden herrscht erst einmal Eiszeit. Diese bricht auch zwischen Sheldon und Amy aus, nachdem Sheldon sie in der Cafeteria der Uni vor ihren Kollegen blamiert und es anschließend mit seinen Entschuldigungsversuchen nur noch schlimmer macht. |           |                              |                                    |                      |                                       |                 |                                                                                                   |              |
| 141 | 6         | Ein erfreulicher Fehler      | The Romance Resonance              | 24. Okt. 2013        | 10. Feb. 2014                         | Mark Cendrowski | Steven Molaro, Steve Holland & Maria Ferrari Idee: Eric Kaplan, Jim Reynolds & Tara Hernandez     | 16,98 Mio.   |
| Nach intensiver Forschungsarbeit veröffentlicht Sheldon eine neue Methode zur Erzeugung stabiler superschwerer Elemente. Als kurz danach auf Grund seiner Berechnungen tatsächlich ein neues Element künstlich erzeugt wird, genießt er den vermeintlich größten Erfolg seiner Wissenschaftskarriere. Jedoch fällt ihm später auf, dass er einen Zahlenwert falsch abgelesen hatte und die Entdeckung deshalb nur auf einem Zufall beruht. Peinlich berührt will er fortan weder Lob noch Anerkennung für sich haben, was außer Amy niemand verstehen kann. Howard hat derweil anlässlich des Jahrestages seines ersten Dates mit Bernadette ein Lied für sie geschrieben, das die anderen mit ihm zusammen aufführen sollen. Im Zuge der Vorbereitungen weist Leonard Penny darauf hin, dass sie nie so etwas Romantisches für ihn tut – Sex zählt nämlich nicht. Sie sucht Rajeshs Rat, der ihr aber auch nicht weiterhelfen kann. Schließlich kommt die Romantik doch bei beiden Paaren zum Zuge, wenn auch jeweils anders als geplant: Da es während der Arbeit mit gefährlichen Krankheitserregern im Labor einen Unfall gab, muss Bernadette vorsichtshalber auf die Quarantänestation im Krankenhaus, und Howard singt ihr das Lied durch eine Glasscheibe vor. Penny versucht einen romantischen Abend mit Leonard zu gestalten und verzweifelt an ihrer scheinbaren Unfähigkeit zur Romantik, als sich ihr Geschenk als Reinfall erweist. Als Leonard jedoch sieht, dass sie alle Erinnerungen an seine eigenen romantischen Aktionen aufbewahrt, wird der Abend doch noch ein Erfolg. |           |                              |                                    |                      |                                       |                 |                                                                                                   |              |
| 142 | 7         | Der Proton-Ersatz            | The Proton Displacement            | 7. Nov. 2013         | 17. Feb. 2014                         | Mark Cendrowski | Steven Molaro, Eric Kaplan & Jim Reynolds Idee: Chuck Lorre, Maria Ferrari & Anthony del Broccolo | 16,89 Mio.   |
| Nachdem Sheldon, Leonard und Amy zufällig Dr. Arthur Jeffries (Professor Proton) in der Apotheke getroffen haben, bittet dieser Leonard, einen Artikel über Nano-Vakuumröhren von ihm zu lesen. Sheldon ist enttäuscht, dass Dr. Jeffries nicht ihn um Hilfe gebeten hat und knüpft deshalb Kontakt zu Bill Nye, der auch eine Wissenschaftsshow im Fernsehen hatte. Er besucht Leonard und Arthur zusammen mit seiner neuen Bekanntschaft im Labor. Bill ist zunächst erfreut, Dr. Jeffries zu treffen, wird aber von diesem angeklagt, seine Ideen gestohlen zu haben. Von Amy darauf aufmerksam gemacht, dass andere Menschen sich von ihm oft belästigt fühlen, versucht Sheldon sich schließlich bei Arthur zu entschuldigen. Seine Entschuldigung wird aber genauso zu einem Reinfall wie seine vermeintlich neue Freundschaft zu Bill Nye, der bald nichts mehr mit Sheldon zu tun haben will. Am Ende wendet sich für Sheldon aber doch alles zum Guten als Dr. Jeffries ihn doch noch um die Meinung zu seinem Artikel bittet. Rajesh macht unterdessen mit den Frauen einen Mädchenabend, bei dem sie zusammen Schmuck basteln. Howard findet das zunächst albern, macht dann aber mit und kommt mit technischen Verbesserungsvorschlägen. Die Frauen sind begeistert, während Rajesh sich vernachlässigt fühlt. Nach einer Aussprache mit Howard kommt aber alles wieder ins Lot. |           |                              |                                    |                      |                                       |                 |                                                                                                   |              |
| 143 | 8         | Juckreiz im Gehirn           | The Itchy Brain Simulation         | 14. Nov. 2013        | 24. Feb. 2014                         | Mark Cendrowski | Eric Kaplan, Steve Holland & Maria Ferrari Idee: Steven Molaro, Bill Prady & Jim Reynolds         | 18,30 Mio.   |
| Leonard beichtet Sheldon, dass er vor sieben Jahren vergessen hatte, eine DVD zurückzubringen, die er mit Sheldons Karte geliehen hatte. Leonard ringt Sheldon das Versprechen ab, deswegen nicht auszuflippen, muss aber dafür zur Strafe mit einem hässlichen, kratzenden Pullover herumlaufen, bis er die Sache in Ordnung gebracht hat. Dies stellt sich schwieriger heraus als gedacht, da der Videoverleih nicht mehr existiert, der Besitzer verstorben ist und auch keine nahen Verwandten hatte. Schließlich gibt Sheldon zu, dass er schon vor sieben Jahren Leonards Versäumnis bemerkt und die DVD bezahlt hat. Er hatte seitdem nur darauf gewartet, ihm eine Lektion zu erteilen. Penny begegnet derweil zufällig Rajeshs Ex-Freundin Lucy in der Cheesecake Factory und macht ihr Vorwürfe, weil sie mit Rajesh per E-Mail Schluss gemacht und damit seine Gefühle verletzt hat. Um sich zu entschuldigen, trifft Lucy sich mit Rajesh zum Kaffee. Dieser macht sich Hoffnungen, wieder mit Lucy zusammenzukommen, erfährt dann aber von ihr, dass sie sich mit jemand anderem trifft. Er ist daraufhin verärgert, dass er sich nur wegen Pennys Eingreifen unnötig Hoffnungen gemacht hat. Penny versucht deswegen ihn mit einer Arbeitskollegin zu verkuppeln, jedoch vermasselt Rajesh gleich beim ersten Treffen seine Chance. |           |                              |                                    |                      |                                       |                 |                                                                                                   |              |
| 144 | 9         | Bier und Football            | The Thanksgiving Decoupling        | 21. Nov. 2013        | 3. März 2014                          | Mark Cendrowski | Steven Molaro, Jim Reynolds & Jeremy Howe Idee: Eric Kaplan, Steve Holland & Maria Ferrari        | 18,94 Mio.   |
| Howard lädt alle zum Thanksgivingdinner bei seiner Mutter ein, zu dem auch Bernadettes Vater kommt, der eigentlich lieber ein Footballspiel im Fernsehen gucken möchte. Zuvor erzählt Penny, dass sie vor drei Jahren mit Zack zu Thanksgiving in Las Vegas war und sie dort – wie sie bislang glaubte – eine „Fakehochzeit“ hatten. Leonard und Sheldon erklären ihr, dass es eine richtige Hochzeit war und sie demnach mit Zack verheiratet ist. Leonard ist deswegen verärgert und will, dass Penny die Ehe schnellstmöglich annullieren lässt. Als sie bei Howards Mutter sind, ruft die von Leonards ständigen Vorhaltungen genervte Penny daher Zack an, damit er kommt und die notwendigen Papiere gleich unterschreibt, was dieser nach einigem Zögern auch tut. Während Rajesh für Howards Mutter in der Küche einspringen muss, erstaunt Sheldon Bernadettes Vater mit seinem Footballwissen und versteht sich erstaunlich gut mit ihm, so dass beide einen besonderen Abend mit reichlich Bier zusammen verbringen und sich schließlich, bereits ziemlich betrunken, über Howard und seine Mutter lustig machen. Howard, der darunter leidet von Bernadettes Vater nie richtig als Schwiegersohn akzeptiert worden zu sein, fühlt sich ausgegrenzt, aber nachdem Sheldon sich für sein Verhalten entschuldigt, essen schließlich alle (inklusive Zack) friedlich zusammen das von Rajesh vorbereite Thanksgivingdinner. |           |                              |                                    |                      |                                       |                 |                                                                                                   |              |
| 145 | 10        | Jodeln für Nerds             | The Discovery Dissipation          | 5. Dez. 2013         | 10. März 2014                         | Mark Cendrowski | Steven Molaro, Steve Holland & Adam Faberman Idee: Eric Kaplan, Jim Reynolds & Maria Ferrari      | 15,63 Mio.   |
| Sheldon ist es immer noch peinlich, dass das superschwere Element von den Chinesen nur aufgrund seines Rechenfehlers entdeckt wurde (siehe Staffel 7, Episode 6). Dass die Universität von ihm verlangt ein Radiointerview zu dem Thema zu geben, macht die Sache nicht besser. Wil Wheaton, der auf Amys Wunsch Sheldon besucht, bringt ihn dazu, es zu akzeptieren und dennoch stolz auf die Entdeckung zu sein. Gerade als Sheldon seinen Frieden mit dem Thema gefunden hat, berichtet Leonard, dass er beweisen konnte, dass die Chinesen die Messwerte verfälscht hatten und das Element gar nicht existiert. Jedoch ärgert Sheldon dies noch mehr, weil er jetzt seinen Artikel widerrufen muss und sogar Barry Kripke sich deswegen über ihn lustig macht. Als schließlich Leonard zu dem Thema interviewt werden soll, setzt Sheldon sich ungefragt im Studio dazu und stört das Interview mit langatmigen Geschichten über seine Kindheit und einer Jodeleinlage. Rajesh kommt derweil samt Hund für eine Woche bei Howard und Bernadette unter. Bernadette ist anfangs wenig begeistert, jedoch schmeißt Rajesh bald den Haushalt und lässt ihr mehr Aufmerksamkeit zukommen als Howard. Dieser fühlt sich als schlechter Ehemann bloßgestellt und es kommt schließlich zum Streit, so dass Rajesh wieder gehen muss. Er will daraufhin in der WG übernachten, mischt sich aber bei der ersten Gelegenheit ungefragt in Sheldons und Amys Beziehung ein, so dass er dort dann auch nicht mehr willkommen ist. |           |                              |                                    |                      |                                       |                 |                                                                                                   |              |
| 146 | 11        | Onkel Doktor Cooper          | The Cooper Extraction              | 12. Dez. 2013        | 17. März 2014                         | Mark Cendrowski | Jim Reynolds, Steve Holland & Tara Hernandez Idee: Steven Molaro, Eric Kaplan & Maria Ferrari     | 17,68 Mio.   |
| Sheldons Schwester steht kurz vor der Niederkunft, und da ihr Mann verletzt im Krankenhaus liegt, muss Sheldon ihr bei der Geburt helfen und reist deshalb nach Texas. Dort angekommen stellt er zu seinem Entsetzen fest, dass seine Schwester eine Hausgeburt plant. Also muss er zusammen mit seiner Mutter tatkräftig mithelfen und bekommt dabei für ihn verstörende Details des Geburtsvorgangs zu sehen. Schließlich glückt die Geburt, und auf Amys Anregung hin beschließt Sheldon, seinem Neffen ein intellektuelles Vorbild zu sein wie er selbst es in seiner Kindheit nie hatte. Die anderen nutzen unterdessen die Zeit für ein geselliges Beisammensein und um, ungestört von Sheldons Marotten, den Weihnachtsbaum zu schmücken. Amy stellt dabei fest wie wichtig Sheldon für den gesamten Freundeskreis ist, und dass ihrer aller Leben ohne Sheldon anders verlaufen wäre. So beginnt einer nach dem anderen sich phantasievoll auszumalen, wie sein eigenes Leben (oder das eines der anderen aus der Runde) jetzt aussähe, wenn keiner Sheldon je kennengelernt hätte. |           |                              |                                    |                      |                                       |                 |                                                                                                   |              |
| 147 | 12        | Keine hübschen Frauen!       | The Hesitation Ramification        | 2. Jan. 2014         | 24. März 2014                         | Mark Cendrowski | Steven Molaro, Steve Holland & Maria Ferrari Idee: Dave Goetsch, Jim Reynolds & Tara Hernandez    | 19,20 Mio.   |
| Penny bekommt eine kleine Rolle in Navy CIS, und hofft damit endlich den Durchbruch als Schauspielerin zu schaffen. Doch bei der Premiere, die sie mit den anderen gebannt vor dem Fernseher verfolgt, muss sie zu ihrer Enttäuschung feststellen, dass die Regisseure die Szene mit ihr herausgeschnitten haben. Sie ist am Boden zerstört und Leonard vermittelt ihr mit seinen unbedachten Äußerungen auch noch das Gefühl, nicht an ihre Schauspielkarriere zu glauben. Sie fragt sich schließlich, was sie in den letzten Jahren in Los Angeles überhaupt erreicht hat. Da ihr nur ihre Beziehung zu Leonard einfällt, will sie einen Schritt weiter gehen und macht ihm angetrunken einen Heiratsantrag, den Leonard aber nicht ernst nimmt. Später bereut er dies und hat Angst, damit seine Beziehung zu Penny zerstört zu haben. Unterdessen versuchen Rajesh und Stuart in einer Mall mit gewöhnlichen Leuten eine normale Konversation zu halten, damit sie später, wenn sie mit attraktiven Frauen sprechen, nichts Dummes sagen. Aus dem Vorhaben wird jedoch nichts, da sie sich einfach nicht entscheiden können, wen sie ansprechen sollen. Sheldon hingegen versucht, von der davon eher genervten Amy unterstützt, auf wissenschaftlichem Wege herauszufinden, was Humor ausmacht. Der Erfolg hält sich aber erwartungsgemäß in Grenzen. |           |                              |                                    |                      |                                       |                 |                                                                                                   |              |
| 148 | 13        | Für immer zu dritt           | The Occupation Recalibration       | 9. Jan. 2014         | 8. Sep. 2014                          | Mark Cendrowski | Steven Molaro, Jim Reynolds & Steve Holland Idee: Eric Kaplan, Maria Ferrari & Tara Hernandez     | 20,35 Mio.   |
| Penny kündigt bei der Cheesecake Factory, um sich ganz auf ihre Schauspielkarriere zu konzentrieren. Leonard hält das zwar für keine gute Idee, unterstützt Penny aber, um sie nicht zu verlieren. Sheldon, der gegen seinen Willen Urlaubstage nehmen muss, begleitet Penny zur Cheesecake Factory, wo sie ihre Arbeitskleidung zurückbringen will. Er bringt Verständnis für ihre Entscheidung auf, während Leonard, der durch ein Missverständnis denkt, sie hätte ihre Kündigung zurückgenommen, seine Erleichterung darüber zum Ausdruck bringt. Dadurch merkt Penny, dass ihr Freund in Wirklichkeit ihre Entscheidung für falsch hält. Schließlich führen die beiden, gemeinsam mit dem sich permanent einmischenden Sheldon, aber ein klärendes Beziehungsgespräch und die Wogen sind wieder geglättet. Bernadette fährt derweil mit Stuart in einen anderen Comicbuchladen, um ein Batman-Heft für Howard zu kaufen, das sie versehentlich beschädigt hat. Als der Besitzer sich Stuart gegenüber äußerst herablassend verhält, verteidigt Bernadette ihn und verlässt demonstrativ den Laden, kommt aber später heimlich doch wieder zurück und kauft das gesuchte Heft. Amy hat schließlich einen Verehrer aus der Geologieabteilung, Bert, der ihr Geschenke macht und sie zu einer Mineralienausstellung einlädt. Amy weiß nicht, wie sie ihm einen Korb geben soll, ohne ihn zu verletzen. Deshalb übernehmen Howard und Rajesh das für sie, dafür nimmt Bert dann aber kurzerhand die beiden zu der Ausstellung mit. |           |                              |                                    |                      |                                       |                 |                                                                                                   |              |
| 149 | 14        | Ein Abend mit Darth Vader    | The Convention Conundrum           | 30. Jan. 2014        | 8. Sep. 2014                          | Mark Cendrowski | Steven Molaro, Dave Goetsch & Steve Holland Idee: Eric Kaplan, Jim Reynolds & Adam Faberman       | 19,05 Mio.   |
| Dieses Jahr gelingt es den vier Jungs trotz akribischer Vorbereitungen nicht, Karten für die Comic-Con zu bekommen. Leonard, Rajesh und Howard wollen deshalb auf dem Schwarzmarkt Karten kaufen, und Howard knüpft Kontakt zu einem Händler und bestellt ihn in die WG. Sheldon lehnt dies ab, da es verboten ist und eine lebenslange Sperre für die Comic-Con sowie eine Geldstrafe nach sich ziehen kann. Er beschließt stattdessen, seine eigene Comic-Con zu gründen und fragt dafür erfolglos mehrere Stars, ob sie daran teilhaben wollen. Schließlich findet er den Aufenthaltsort von James Earl Jones heraus und verbringt, trotz der Warnungen der anderen, den Abend mit ihm und hat dabei eine Menge Spaß, während den anderen ob der möglichen Konsequenzen ihres Vorhabens mulmig wird und sie versuchen sich vor dem Schwarzmarkthändler zu verstecken. Penny, Bernadette und Amy finden das Verhalten der Jungs unterdessen kindisch und versuchen, etwas zu unternehmen, das sie sich erwachsener fühlen lässt. Sie gehen daher zum Nachmittagstee in einem nahegelegenen Hotel, der sich vor Ort jedoch als Veranstaltung für Kinder entpuppt. |           |                              |                                    |                      |                                       |                 |                                                                                                   |              |
| 150 | 15        | Eisenbahnromantik            | The Locomotive Manipulation        | 6. Feb. 2014         | 15. Sep. 2014                         | Mark Cendrowski | Steven Molaro, Eric Kaplan & Maria Ferrari Idee: Jim Reynolds, Steve Holland & Tara Hernandez     | 17,53 Mio.   |
| Der Valentinstag steht vor der Tür. Amy versucht Sheldon zu einem romantischen Abend zu überreden, der ausdrücklich beiden gefallen soll. Da Sheldon ein großer Fan historischer Eisenbahnen ist, plant sie, gemeinsam mit Howard und Bernadette, eine Fahrt nach Napa Valley in einem historischen Zug. Jedoch freundet sich Sheldon während der Fahrt mit einem begeisterten Eisenbahnfreund an. Anstatt sich nun um sein Date zu kümmern, imitiert er mit seinem neuen Freund Züge und tauscht sich mit ihm über allerlei technische Details aus. Schließlich stellt Amy ihn verärgert zur Rede, woraufhin Sheldon ihr vorwirft nur auf ihr eigenes Vergnügen aus zu sein. Aus Trotz gibt er sich also betont romantisch und es kommt dabei zum ersten Kuss, den beide als sehr angenehm empfinden. Währenddessen genießen Leonard und Penny im Apartment den Valentinstag und passen dabei auf Rajeshs Hund Cinnamon auf, da Rajesh aus Frust kein Valentinstags-Date zu haben, die Nacht in der Sternwarte verbringen will. Als sie Cinnamon für eine Weile unbeaufsichtigt lassen, isst er den Inhalt einer fast vollen Pralinenschachtel auf, die Leonard von Penny bekam. Sie begeben sich sofort zum Tierarzt und auch der aufgelöste Rajesh kommt hinzu und macht beiden bittere Vorwürfe. Er freundet sich aber mit der Tierärztin an und erhält sogar ihre Telefonnummer, und nachdem klar ist, dass es seinem Hund auch gut geht, ist der Tag auch für Rajesh gut verlaufen. |           |                              |                                    |                      |                                       |                 |                                                                                                   |              |
| 151 | 16        | Die Spaßbremse               | The Table Polarization             | 27. Feb. 2014        | 22. Sep. 2014                         | Gay Linvill     | Chuck Lorre, Jim Reynolds & Steve Holland Idee: Steven Molaro, Maria Ferrari & Tara Hernandez     | 17,73 Mio.   |
| Leonard plant die Anschaffung eines neuen Esstisches, damit endlich alle beim Essen einen Sitzplatz haben und keiner mehr auf dem Boden sitzen muss. Sheldon sträubt sich gegen die Veränderung, jedoch setzt Leonard sich durch und kauft zusammen mit Penny einen Tisch. Um Sheldon den Wert von Veränderungen aufzuzeigen, macht er ihm klar wie sehr Amy ihn bereits zum Positiven verändert hat. Sheldon nimmt die Erkenntnis jedoch zum Anlass sich von Amy zu trennen, diese wird aber vorgewarnt und manipuliert Sheldon so lange, bis er sein Vorhaben zurücknimmt. Den neuen Esstisch will er aber weiterhin nicht akzeptieren und schließlich geben auch die anderen nach und nehmen wieder rund um die Couch Platz. Howard bekommt derweil abermals die Chance, im Rahmen seiner Arbeit in den Weltraum zu reisen, und ist von der Aussicht begeistert. Bernadette gelingt es jedoch unter Mithilfe von Rajesh, ihrem Vater und einem von Howards früheren Astronautenkollegen, ihn daran zu erinnern, dass sein letzter Weltraumaufenthalt alles andere als schön für ihn war, und so setzt Howard bei der medizinischen Untersuchung alles daran für nicht weltraumtauglich befunden zu werden. |           |                              |                                    |                      |                                       |                 |                                                                                                   |              |
| 152 | 17        | Wenn Männer Händchen halten… | The Friendship Turbulence          | 6. März 2014         | 29. Sep. 2014                         | Mark Cendrowski | Jim Reynolds, Steve Holland & Maria Ferrari Idee: Steven Molaro, Eric Kaplan & Tara Hernandez     | 18,09 Mio.   |
| Penny ist traurig, da es mit ihrer Schauspielkarriere immer noch nicht vorwärts geht. Das Angebot, in der Fortsetzung des Films Serial Ape-ist (siehe Staffel 7, Episode 1) mitzuspielen, lehnt sie dennoch ab, da sie es für unter ihrem Niveau hält. Als dann auch noch ihr Auto kaputtgeht und sie die Reparatur nicht bezahlen kann, ist sie verzweifelt genug, wieder in der Cheesecake Factory anzufangen, um das Geld für die Reparatur zu verdienen. Jedoch überrascht Leonard sie mit einem neuen Auto, das er ihr schenkt, so dass sie auf ihren alten Job nicht angewiesen ist. Sheldon und Howard beschließen ihren ewigen Zwist beizulegen und sich fortan wirklich wie Freunde zu behandeln. Howard, der einen Vortrag bei der NASA in Houston halten soll, lädt Sheldon sogar ein, ihn nach Texas zu begleiten. Jedoch schafft Sheldon es die ganze Zeit nicht sein bisheriges Verhalten abzulegen. Erst als das Flugzeug in heftige Turbulenzen gerät und beide sich in Todesgefahr wähnen, bessert sich ihr Verhältnis nachhaltig. Rajesh schließlich versucht mit Amys Hilfe über ein Online-Datingportal eine Freundin zu finden. Sein Objekt der Begierde, eine Frau namens Emily, reagiert aber anders als erwartet und trifft sich lieber mit Amy statt mit ihm. Rajesh platzt mitten in das Treffen hinein und verdirbt es sich mit seinem Auftritt direkt bei ihr. |           |                              |                                    |                      |                                       |                 |                                                                                                   |              |
| 153 | 18        | Mein Gespräch mit Mutter     | The Mommy Observation              | 13. März 2014        | 6. Okt. 2014                          | Mark Cendrowski | Jim Reynolds, Steve Holland & Maria Ferrari Idee: Steven Molaro, Eric Kaplan & Tara Hernandez     | 17,34 Mio.   |
| Sheldon und Howard sind immer noch in Texas (siehe vorherige Episode) und wollen Sheldons Mutter einen Überraschungsbesuch abstatten. Nachdem sie unangemeldet das Grundstück betreten, sieht Sheldon durch ein Fenster seine Mutter beim Sex mit einem ihm fremden Mann, was ihn sehr verstört. Beide kehren kurze Zeit später zurück und Sheldon spricht seine Mutter äußerst undiplomatisch auf das aus seiner Sicht heuchlerische Verhalten an, das im krassen Gegensatz zu ihren religiösen Ansichten steht, woraufhin sie ihren Sohn erbost auf sein Zimmer schickt. Howard rät ihm, nicht denselben Fehler wie er einst zu machen und der neuen Liebe seiner Mutter nicht im Weg zu stehen. So kommt es schließlich doch zur Aussprache zwischen Sheldon und seiner Mutter, bei der Sheldon sich aber berufen fühlt, seine Mutter über gewisse Dinge „aufzuklären“. Währenddessen hat Rajesh zu Hause für den Rest der Gruppe ein neues Rätselspiel vorbereitet: Einer aus der Gruppe soll 20 Jahre aus der Zukunft zurückgereist sein und Stuart ermordet haben. Keiner hat jedoch richtig Lust auf das Spiel, und dann führt die von Rajesh erdachte Hintergrundstory über Penny und Leonard in 20 Jahren auch noch zu Unstimmigkeiten darüber, wie es mit ihrer Beziehung weitergehen könnte. Schließlich vereinbaren alle, sich in genau 20 Jahren noch einmal zu treffen und gemeinsam essen zu gehen. In der Schlussszene sieht man jedoch, dass nur Stuart sich daran gehalten hat. |           |                              |                                    |                      |                                       |                 |                                                                                                   |              |
| 154 | 19        | Reife Leistung, Playboy!     | The Indecision Amalgamation        | 3. Apr. 2014         | 13. Okt. 2014                         | Anthony Rich    | Steven Molaro, Dave Goetsch & Steve Holland Idee: Bill Prady, Eric Kaplan & Jim Reynolds          | 17,73 Mio.   |
| Penny bekommt erneut das Angebot, in der Fortsetzung des Films Serial Ape-ist (Serial Ape-ist 2: Monkey See, Monkey Kill; siehe Staffel 7, Episode 1 bzw. Episode 17) mitzuspielen und kann sich nicht entscheiden, ob sie das Angebot annehmen soll. Sie sucht Wil Wheatons Rat, der aber selbst Schwierigkeiten mit seiner Schauspielkarriere hat und ihr daher keine Hilfe ist. Sie entscheidet sich schließlich, die Rolle anzunehmen, und es stellt sich heraus, dass auch Wil Wheaton in dem Film mitspielt. Sheldon schwankt derweil zwischen dem Kauf einer Xbox One und einer PlayStation 4, und macht Amy mit seiner Unentschlossenheit verrückt. Endlich entscheidet er sich für die Xbox One, im Geschäft fällt ihm aber ein, dass er sich früher schon häufig für das falsche Produkt entschieden hat. So kommt er wieder ins Grübeln und bevor er eine Entscheidung treffen kann, schließt der Laden und er muss mit leeren Händen nach Hause gehen. Rajesh verabredet sich plötzlich mit zwei Frauen, nachdem er erst Emily wiedertrifft (die ihm nach seinem verpatzten Auftritt in Episode 17 eine zweite Chance gibt) und dann noch eine Nachricht von Lucy bekommt, die ihn ebenfalls wiedersehen möchte. Ihn plagt jedoch das schlechte Gewissen und so „beichtet“ er dies Emily, die ihm aber klarmacht, dass er ihr darüber keine Rechenschaft schuldig ist. |           |                              |                                    |                      |                                       |                 |                                                                                                   |              |
| 155 | 20        | Klozilla                     | The Relationship Diremption        | 10. Apr. 2014        | 20. Okt. 2014                         | Mark Cendrowski | Chuck Lorre, Eric Kaplan & Steve Holland Idee: Steven Molaro, Bill Prady & Jim Reynolds           | 16,29 Mio.   |
| Sheldon will sich von der Erforschung der Stringtheorie, die er mittlerweile als fruchtlose Zeitverschwendung einstuft, abwenden und beschließt auf die Suche nach einem neuen Forschungsgebiet zu gehen. Auf Pennys Ratschlag hin behandelt er die Situation wie das Ende einer Beziehung und holt sich daraufhin Ratschläge aus Frauenzeitschriften, wie beispielsweise etwas an seinem äußeren Erscheinungsbild zu ändern. Als er sich nicht für ein neues Gebiet entscheiden kann, gibt Penny ihm erneut einen Rat: die Sache entspannt anzugehen und erst mal seine Freiheit zu genießen. Daher gibt er beim Abendessen mit den anderen sogar vorübergehend seine Ablehnung alkoholischen Getränken gegenüber auf, bereut dies aber am nächsten Tag als er bemerkt, dass er im betrunkenen Zustand ein Buch über die ihm eigentlich verhasste Geologie gelesen und obendrein peinliche Nachrichten auf Stephen Hawkings Anrufbeantworter gesprochen hat. Währenddessen gehen Rajesh und Emily mit Howard und Bernadette auf ein Date. Howard, der sich im Vorfeld über das vermeintlich baldige Scheitern von Rajeshs neuer Beziehung lustig macht, vergeht das Lachen, als sich herausstellt, dass er Emily bereits von einem früheren Date kennt, bei dem er ihre Toilette verstopft und das Badezimmer überschwemmt hat, und sich anschließend ohne den Schaden zu beseitigen aus dem Staub gemacht hat. Als Emily ihn schließlich erkennt, entschuldigt er sich wortreich für seinen Fauxpas, Emily macht aber klar, dass der Vorfall mittlerweile in ihrem Freundeskreis für Erheiterung sorgt und er bei allen (in der deutschen Version) unter dem Spitznamen „Klozilla“ bekannt ist.             |           |                              |                                    |                      |                                       |                 |                                                                                                   |              |
| 156 | 21        | Schulmädchenreport           | The Anything Can Happen Recurrence | 24. Apr. 2014        | 27. Okt. 2014                         | Mark Cendrowski | Jim Reynolds, Steve Holland & Tara Hernandez Idee: Steven Molaro, Eric Kaplan & Adam Faberman     | 16,44 Mio.   |
| Sheldon sucht nach wie vor ein neues Gebiet für seine Forschung (siehe vorherige Episode) und lässt, um sich von seiner schweren Entscheidung abzulenken, gemeinsam mit Penny und Leonard den Alles-ist-möglich-Donnerstag wieder aufleben. Bei der spontanen Suche nach einem neuen Restaurant begegnen die drei zufällig Bernadette, die behauptet hatte Überstunden machen zu müssen, und Amy, die vorgab krank zu sein. Es stellt sich heraus, dass Bernadette und Leonard genervt von Pennys Beschwerden über ihre Rolle sind, und Amy nicht mehr Sheldons Diskussion über seine Forschung hören will. Verärgert beschließt Penny daraufhin alleine mit Sheldon essen zu gehen, wobei dieser dem für ihn ungewohnten Essen wenig abgewinnen kann, aber dennoch mitmacht. Anschließend lässt er sich sogar zu einem Besuch bei einer Hellseherin überreden, als diese ihm aber sagt, dass sich all seine Probleme lösen, wenn er seine Beziehung zu Amy vertieft, verlässt Sheldon gereizt den Laden und geht alleine nach Hause. Howard und Rajesh schauen sich unterdessen zusammen den Horrorfilm Haus der 1000 Leichen an, damit Rajesh, wenn er ihn mit Emily schaut, cooler reagieren kann. Beide empfinden den Film jedoch als verstörend und Rajesh findet es bedenklich, dass Emily derartige Filme mag. Als sie sich aber beim Date in seiner Wohnung an ihn rankuschelt und ihm sagt, dass sie solche Filme in Stimmung bringen, lässt er seine Bedenken über Bord fallen. |           |                              |                                    |                      |                                       |                 |                                                                                                   |              |
| 157 | 22        | Das Heirate-mich-Gesicht     | The Proton Transmogrification      | 1. Mai 2014          | 3. Nov. 2014                          | Mark Cendrowski | Steven Molaro, Eric Kaplan & Steve Holland Idee: Jim Reynolds, Maria Ferrari & Jeremy Howe        | 16,07 Mio.   |
| Die Vorbereitungen für den Star-Wars-Day werden durch die Nachricht von Professor Protons Tod unterbrochen. Sheldon gibt sich äußerlich unberührt und weigert sich, Penny und Leonard zu dessen Beerdigung zu begleiten. Er zieht es vor, mit Rajesh und Howard wie geplant den Star-Wars-Day zu zelebrieren und alle Star-Wars-Filme der Reihe nach anzuschauen. Jedoch ist er emotional sehr aufgewühlt und gerät mit Rajesh wegen einer Nichtigkeit aneinander, woraufhin er sich in seinem Zimmer verkriecht. Während Leonard mit Penny, die zuvor noch nie bei einer Beerdigung war und sich dadurch unsicher fühlt, der Beerdigung beiwohnt und Amy und Bernadette einen Todesstern-Kuchen backen und sich darüber austauschen, wieso sie Wissenschaftlerinnen geworden sind, schläft Sheldon in seinem Zimmer ein. Im Traum erscheint ihm Professor Proton, verkleidet als Obi-Wan Kenobi und erteilt ihm Ratschläge für dessen Leben. Dadurch schafft Sheldon es, zu seiner Trauer über den Verlust seines Idols zu stehen und gesellt sich wieder zu den anderen. Jedoch muss die Filmsession nun wieder von vorne beginnen, so dass auch Amy und Bernadettes Plan, diese bewusst zu verpassen und wegen des Kuchens eine gute Ausrede zu haben, schiefgeht. |           |                              |                                    |                      |                                       |                 |                                                                                                   |              |
| 158 | 23        | Irgendwie verlobt            | The Gorilla Dissolution            | 8. Mai 2014          | 10. Nov. 2014                         | Peter Chakos    | Steven Molaro, Steve Holland & Eric Kaplan Idee: Chuck Lorre, Jim Reynolds & Jeremy Howe          | 14,42 Mio.   |
| Bei dem Versuch ein Laufband für Howards Mutter die Treppe hochzutragen, verlieren Howard und Rajesh die Kontrolle über das Paket und Howards Mutter wird durch das Paket verletzt. Da sie jetzt nicht mehr alleine auf die Toilette kann und auch sonst hilfebedürftig ist, müssen sich Howard und Bernadette vorerst um sie kümmern. Howard würde jedoch lieber eine Pflegerin engagieren, während Bernadette dies für egoistisch hält. Sie sieht die kommenden Wochen vielmehr als Vorbereitung darauf, wie es sein wird, wenn die beiden ein eigenes Kind haben werden. Nach nur zwei Tagen sind aber beide von Howards Mutter so entnervt, dass auch Bernadette mit einer Pflegerin einverstanden ist. Als Rajesh und Sheldon Emily mit einem anderen Mann im Kino sehen, wird Rajesh sehr nachdenklich und macht sich Sorgen um seine Beziehung zu Emily. Emily besucht ihn aber später und versichert ihm, dass sie keine Gefühle für den anderen Mann hat und nur an ihm interessiert ist. Penny gerät derweil mit ihrem Regisseur aneinander und wird daraufhin gefeuert. Sie macht sich Gedanken über die Zukunft ihrer Karriere und erkennt schließlich, dass sie keine große Karriere braucht, um glücklich zu sein, sondern dass sie nur mit Leonard zusammen sein will. Als sie Leonard eher beiläufig eine Heirat vorschlägt, ist dieser zuerst überrascht und überwältigt, doch nach kurzem Überlegen ist Leonard von der Idee überzeugt und Penny nimmt seinen nun folgenden, formvollendeten Heiratsantrag an. |           |                              |                                    |                      |                                       |                 |                                                                                                   |              |
| 159 | 24        | Sei vorsichtig und ruf an!   | The Status Quo Combustion          | 15. Mai 2014         | 17. Nov. 2014                         | Mark Cendrowski | Steven Molaro, Steve Holland & Tara Hernandez Idee: Eric Kaplan, Jim Reynolds & Jeremy Howe       | 16,73 Mio.   |
| Leonard und Penny verkünden dem Rest der Gruppe, dass sie verlobt sind. Beide spielen mit dem Gedanken, zusammen woanders zu leben. Als Leonard mit Sheldon, der ohnehin schon frustriert darüber ist, dass die Universität ihm nicht erlaubt sein Forschungsgebiet zu wechseln, darüber sprechen will, reagiert Sheldon verärgert und geht zu Amy. Ihr Vorschlag, dass das eine gute Gelegenheit für Sheldon wäre, mit ihr zusammenzuziehen, verärgert Sheldon noch mehr und er sucht den Comicbuchladen auf. Dieser ist jedoch vollkommen ausgebrannt und Stuart erwähnt gegenüber Sheldon, dass er den Laden nicht wieder eröffnen wird, solange der Schaden nicht mit der Versicherung reguliert ist. Sheldon wird dies endgültig zu viel und er entschließt sich, ziellos in einen Zug zu steigen, um sich eine Auszeit zu nehmen und über alles nachzudenken. Penny und Leonard finden ihn in der Wartehalle des Bahnhofs und wollen ihn davon abhalten, sehen dann aber ein, dass sie ihn gehen lassen müssen, worüber Amy anschließend äußerst erbost ist. Rajesh hat unterdessen zum ersten Mal mit Emily geschlafen und nutzt jede Gelegenheit, um damit anzugeben. Howard und Bernadette sind verzweifelt, da es keine Pflegerin lange mit Howards Mutter aushält. Als Howard vom Unglück im Comicbuchladen erfährt, bietet er Stuart eine Bleibe an, unter der Bedingung, dass er sich um seine Mutter kümmert. Stuart willigt ein und zu Howards und Bernadettes Verwunderung fühlt er sich als Pfleger für Howards Mutter sogar sehr wohl. |           |                              |                                    |                      |                                       |                 |                                                                                                   |              |

## DVD-Veröffentlichung
In den Vereinigten Staaten wurde die DVD zur siebten Staffel am 16. September 2014 veröffentlicht. Im Vereinigten Königreich bzw. in Deutschland ist die DVD zur siebten Staffel seit dem 8. September 2014 bzw. seit dem 11. Dezember 2014 erhältlich.